# ワン (ニール・モーズのアルバム)
『ワン』（One）は、アメリカ合衆国のプログレッシブ・ロック・ミュージシャン、ニール・モーズが2004年に発表した、ソロ名義では4作目のスタジオ・アルバム。

## 解説
『新約聖書』における「放蕩息子のたとえ話」を題材とした作品である。本作のデモ録音は、モーズ単独の多重録音により行われ、後に当時のデモ音源を収録したアルバム『ザ・ワン・デモズ』も正式発売された。
『CDジャーナル』のミニ・レビューでは「いきなり18分の組曲から始まる作品には、プログレッシヴ・ロックによる祈りの詩学とでも言いたくなるような壮大さが漂っている」と評されている。

## 収録曲
1. 8.は作詞：ニール・モーズ&ランディ・ジョージ／作曲：ニール・モーズ、ランディ・ジョージ&マイク・ポートノイ、2. 4. 7.は作詞・作曲：ニール・モーズ、3. 5. 6.は作詞：ニール・モーズ&ランディ・ジョージ／作曲：ニール・モーズ。
1. ザ･クリエイション "The Creation" - 18:23
  - I)ワン・マインド "One Mind"
  - II)イン・ア・パーフェクト・ライト "In a Perfect Light"
  - III)ホエア・アー・ユー? "Where Are You?"
  - IV)リーチング・フロム・ザ・ハート "Reaching from the Heart"
2. ザ・マンズ・ゴーン "The Man's Gone"  (Neal Morse) - 2:51
3. オーサー・オヴ・コンフュージョン "Author of Confusion" - 9:31
4. ザ・セパレイティド・マン "The Separated Man" - 17:59
  - I)アイム・イン・ア・ケイジ "I'm In a Cage"
  - II)アイ・アム・ザ・マン "I Am the Man"
  - III)ザ・マンズ・ゴーン（リプライズ） "The Man's Gone (Reprise)"
  - IV)サムシング・ウィズイン・ミー・リメンバーズ "Something Within Me Remembers"
5. クレイドル・トゥ・ザ・グレイヴ "Cradle to the Grave" - 4:56
6. ヘルプ・ミー/ザ・スピリット・アンド・ザ・フレッシュ "Help Me/The Spirit and the Flesh" - 11:14
7. ファザー・オヴ・フォーギヴネス "Father of Forgiveness" - 5:47
8. リユニオン "Reunion" - 9:11
  - I)ノー・セパレイション "No Separation"
  - II)グランド・フィナーレ "Grand Finale"
  - III)メイク・アス・ワン "Make Us One"

### スペシャル・エディション盤ボーナス・ディスク
1. バック・トゥ・ザ・ガーデン "Back to the Garden" - 4:27
2. ナッシング・トゥ・ビリーヴ "Nothing to Believe" - 3:31
3. クレイドル･トゥ･ザ･グレイヴ（ニールズ・ヴォーカル） "Cradle to the Grave (Neal's Vocal)" - 4:58
4. キング・ジーザス "King Jesus" - 4:49
5. ホワット・イズ・ライフ? "What Is Life?" - 4:28
  - ジョージ・ハリスンのカヴァー。
6. 約束の地 "Where the Streets Have No Name" - 5:48
  - U2のカヴァー。
7. デイ・アフター・デイ "Day After Day" - 3:26
  - バッドフィンガーのカヴァー。
8. クリス･カーミッチェルズ･エリア "Chris Carmichael's Aria" - 1:07
9. アイム・フリー/スパークス "I'm Free/Sparks" - 6:36
  - ザ・フーのカヴァー。

## 参加ミュージシャン
- ニール・モーズ - ボーカル、キーボード、ギター
- ランディ・ジョージ - ベース
- マイク・ポートノイ - ドラムス

アディショナル・ミュージシャン
- フィル・キーギー - エレクトリック・ギター・ソロ(on "The Creation")、アコースティック・ギター・ソロ(on "The Man's Gone (Reprise)")、セカンド・リード・ボーカル(on "Cradle to the Grave")
- クリス・カーマイケル - ヴァイオリン、ヴィオラ、バックグラウンド・ボーカル
- レイチェル・リグドン - ヴァイオリン
- ハンナ・ヴァンダープール - チェロ
- デイヴ・ジャック - コントラバス
- ジム・ホウク - サクソフォーン
- ニール・ローゼンガーデン - トランペット
- ビル・フーバー - トロンボーン
- マイケル・サーマン - フレンチホルン
- グレン・カルバ - パーカッション
- ジーン・ミラー、リック・アルタイザー - アディショナル・ボーカル
- アーロン・マーシャル、ミッシー・ヘイル - バックグラウンド・ボーカル